# Haaler Au
Die Haaler Au (seltener auch Haalerau genannt) ist ein Fluss in Schleswig-Holstein.  

## Verlauf
Die Au entwässert einen Teil des Gebiets des Naturparks Aukrug. Sie war ursprünglich ein linker (südlicher) Nebenfluss der Eider. Mit dem Bau des Nord-Ostsee-Kanals wurde sie dort abgetrennt. Seither mündet die Haaler Au in den Kanal. Kurz vor der Mündung in den Kanal bildet sie einen kleinen See, der durch eine Brücke für den Kanaluferweg vom Kanal getrennt wird. Auf den letzten Kilometern vor der Einmündung in diesen See wurde auf beiden Seiten der Au ein vorher eingedeichtes Gebiet durch das Graben von Durchlässen im Deich überflutet, um in dieser abgelegenen Gegend ein Feuchtgebiet wiederherzustellen.
Die Haaler Au durchfließt unter anderem die Gemeinde Haale im Kreis Rendsburg-Eckernförde, nach der sie benannt wurde. Zuflüsse sind unter anderem Fuhlenau, Todenbüttler Au, Pulser Mühlenau, Osterstedter Au, Papenau und Wapelfelder Au. Der Fluss ist im Unterlauf für Ruderboote und Kanus befahrbar.

## Fauna
Die Haaler Au ist Teil des Naturraums der Schleswig-Holsteinischen Geest und Teil des zusammenhängenden Netzes von Schutzgebieten  nach der FFH-Richtlinie, wie das FFH-Gebiet Haaler Au. Es kommen als besondere Vertreter der Vögel Zwergschwan, Weißstern-Blaukehlchen, Eisvogel und Rohrweihe sowie Bachneunauge und Steinbeißer vor. Der Mündungsbereich der Haaler Au ist von großer Bedeutung für die Vogelwelt.

## Bilder

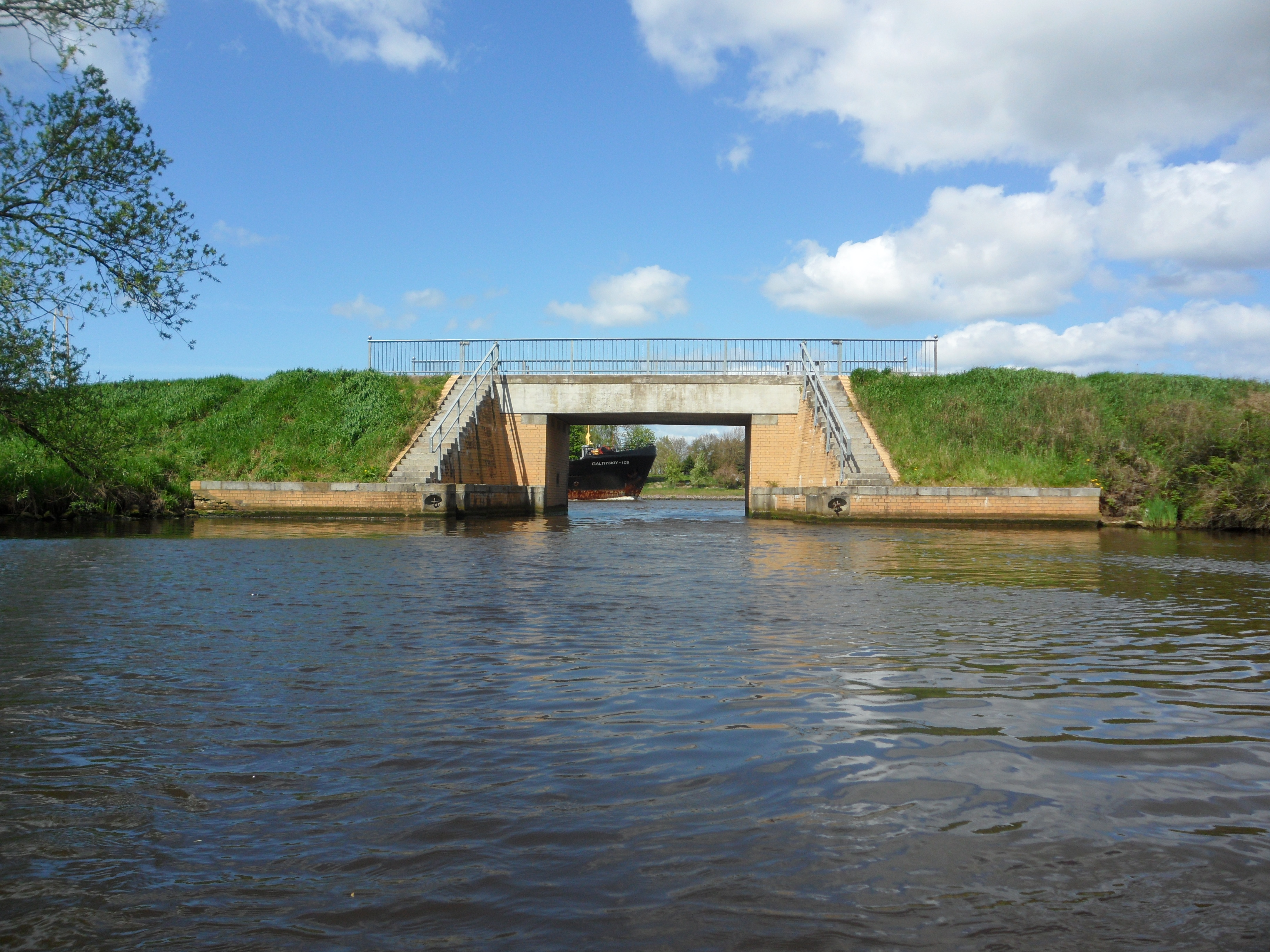
Mündung der Haaler Au am Nord-Ostsee-Kanal
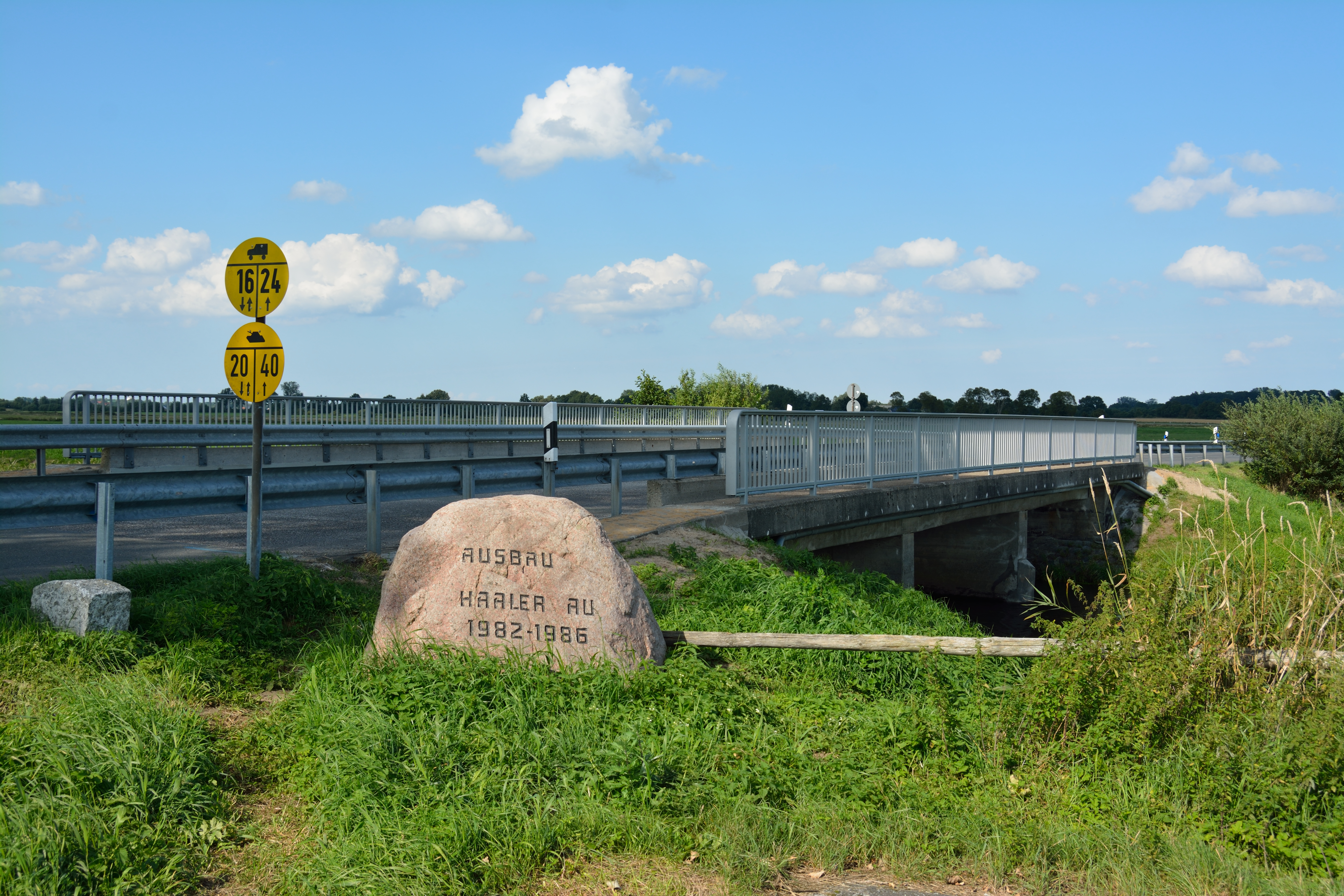
Gedenkstein an der Brücke der Landesstraße 127 über die Haaler Au
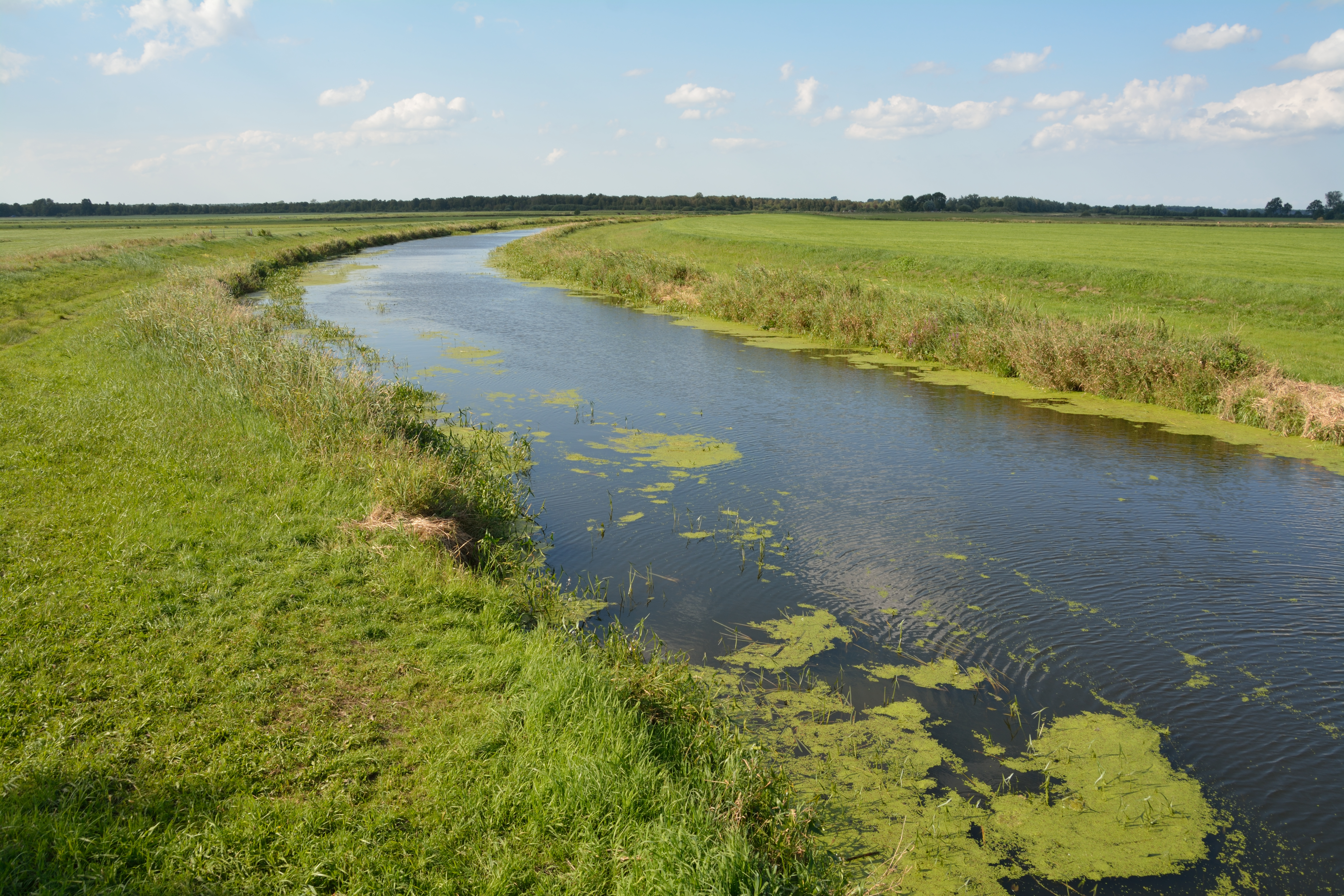
Blick von der Landesstraße 127 über die Haaler Au
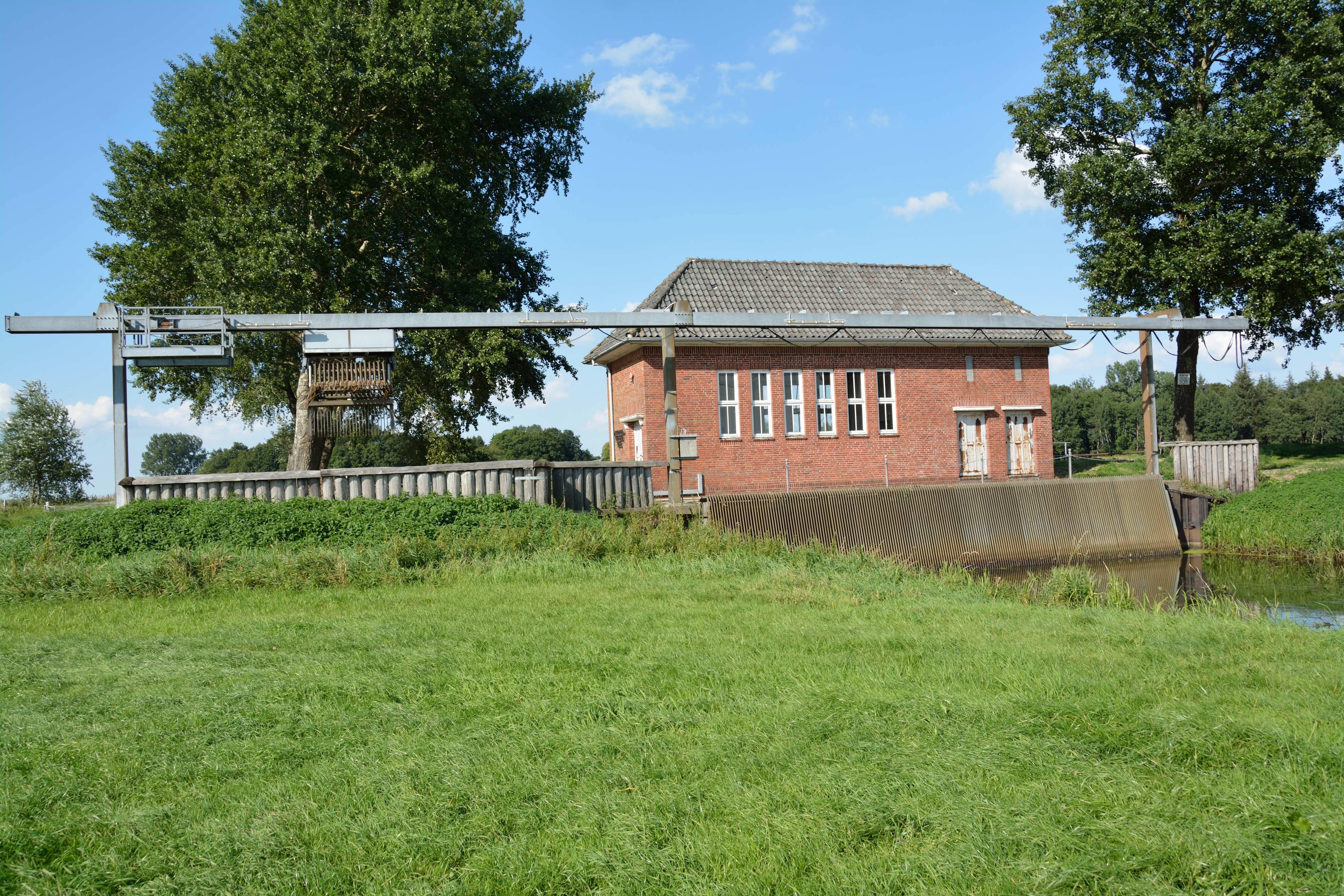
Das Schöpfwerk der Fuhlenau in die Haaler Au